# Roy Clark
Pour les articles homonymes, voir Roy Clark (acteur) et Clark.
Roy Linwood Clark est un chanteur de musique country, guitariste, et acteur américain né le 15 avril 1933 à Meherrin, Virginie (États-Unis) et mort le 15 novembre 2018 à Tulsa, Oklahoma (États-Unis).

## Biographie
Roy Clark est né à Meherrin en Virginie. Il a également grandi à Staten Island dans l'État de New York, et a vécu à l'adolescence dans le sud-est de Washington, D.C., où son père travaillait au Washington Navy Yard. À 14 ans, il commença à jouer du banjo, de la guitare et de la mandoline. À 15 ans, il avait déjà remporté deux championnats nationaux de banjo et un championnat du monde de flatpick banjo/guitare. Il poursuivait simultanément une carrière sportive, d'abord comme joueur de baseball, puis comme boxeur, avant de se consacrer uniquement à la musique. À 17 ans, il fait sa première apparition sur le Grand Ole Opry.
À 23 ans, Clark obtient son brevet de pilote puis achète un Piper PA-20 Pacer (N1132C) de 1953, qu'il a piloté pendant de nombreuses années. Cet avion a été mis en vente le 17 décembre 2012 au profit de l'association caritative Wings of hope. Il a possédé d'autres avions, notamment un Mitsubishi MU-2, un Stearman PT-17 and Mitsubishi MU-300 Diamond 1A business jet et un Mitsubishi MU-300 Diamond 1A bizjet.

## Filmographie

### Cinéma
- 1968 : Funny Girl : un danseur
- 1978 : Matilda : Wild Bill Wildman
- 1986 : La poursuite pitoyable (Uphill All the Way) : Ben Hooker
- 1988 : Le Tueur de l'autoroute (Freeway) : officier CHP
- 1995 : Gordy : Branson Performer
- 2009 : Palo Pinto Gold : raconteur d'histoire n° 1

### Télévision
- 1967 : Kismet (téléfilm) : un danseur
- 1968-1969 : The Beverly Hillbillies (série TV) : cousin Roy/ Mother Myrtle
- 1970 : Swing Out, Sweet Land (en) (téléfilm) : un joueur de banjo
- 1975 : The Odd Couple (série TV) : Willie Boggs
- 1998 : Le Drew Carey Show (série TV) : Roy Clark

## Discographie

### Albums
- 1962 - The Lightning Fingers Of Roy Clark (Capitol)
- 1963 - Roy Clark Sings The Tip Of My Fingers (Capitol)
- 1964 - Happy To Be Unhappy (Capitol)
- 1965 - Roy Clark Guitar Spectacular (Capitol)
- 1966 - Roy Clark Sings Lonesome Love Ballads (Capitol)
- 1966 - Stringin' Along With The Blues (Capitol)
- 1968 - Urban Suburban (Dot)
- 1968 - Do You Believe This Roy Clark (Dot)
- 1969 - Yesterday, When I Was Young (Dot)
- 1969 - The Everlovin' Soul Of Roy Clark (Dot)
- 1970 - The Other Side Of Roy Clark (Dot)
- 1970 - I Never Picked Cotton (Dot)
- 1970 - The Best Of Roy Clark (Dot)
- 1971 - The Incredible Roy Clark (Dot)
- 1971 - The Magnificent Sanctuary Band (Dot)
- 1972 - Roy Clark Country (Dot)
- 1973 - Superpicker (Dot)
- 1973 - Come Live With Me (Dot)
- 1973 - Roy Clark's Family Album (Dot)
- 1974 - The Entertainer (Dot)
- 1974 - Roy Clark (Dot)
- 1975 - A Pair Of Fives (Banjos That Is) (Dot)
- 1975 - Heart To Heart (Dot)
- 1977 - ABC Collection (Abc)
- 1977 - Hookin' It (Abcdot)
- 1978 - Labor Of Love (Abc)
- 1978 - Banjo Bandits (Abc)
- 1979 - Makin' Music (MCA) avec Clarence Gatemouth Brown et Steve Ripley
- 1980 - My Music (MCA)
- 1981 - Makin' Love (MCA)
- 1981 - Meanwhile Back At The Country (MCA)